# إغناطيوس بطرس السادس
البطريرك إغناطيوس بطرس السادس شهبادين (1631، الرها - 4 مارس 1702، أضنة) هو بطريرك الكنيسة السريانية الكاثوليكية منذ 1678 إلى وفاته.

## حياته
اسمه بطرس بن عبد الأحد بن سفر شاهبادين وأمه هي شمونة بنت القس برصوم، ولد في عام 1636 في الرها (أورفة اليوم) ورسم كاهنًا في عام 1658 في كنيسة القديس بطرس في الرها. وكُرس أسقفًا للقدس في عام 1662 في دير الزعفران. ومن أول ما قام به بعد انتخابه أسقفًا للقدس جمع التبرعات من المؤمنين لفك رهن كنيسة القديس مرقس في القدس، والتي كانت مرهونة لدى رئيس أساقفة الطائفة الأرمنية. وفي عام 1696 سافر بحرًا برفقة الأسقفين تيموثاوس إسحاق جبير وغريغوريوس مصرشاه إلى روما.

## السدة البطريركية
رشحه البطريرك إغناطيوس أندراوس أخيدجان ليخلفه بطريركًا لكنيسة السريان الكاثوليكية. وتم انتخابه في 25 يوليو 1677 وأُجلس على السدة البطريركية في 11 أبريل 1678 في كنيسة سيدة النياح وعمره سبعة وأربعون سنة وأيد البابا إينوسنت الثاني عشر القرار في 12 يونيو 1680. وقام بتكريس أربعة أساقفة هم:
1. الأسقف ديونوسيوس رزق الله أمين خان أسقف حلب في 1678[3]
2. الأسقف غريغوريوس مصرشاه أسقف القدس في 1678[4]
3. الأسقف تيموثاوس إسحاق جبير أسقف ديار بكر في 1682[5]
4. الأسقف أثناسيوس سفر العطار أسقف ماردين في 1685[6]

بقي في منصبه إلى أن توفي في 4 مارس 1702 في أضنة ودفن في صحن كنيسة القديس إسطفانوس. وتذكر المصادر الكنسية السريانية أن الكنيسة السريانية الكاثوليكية واجهت صعوبات في بداية انشقاقها عن الكنيسة السريانية الأرثوذكسية وأن وفاة البطريرك بطرس السادس كان نتيجة خلافات دينية أدت لاعتقاله وإرساله لقلعة أضنة حيث حُبس أكثر من شهرين ثم قتل هناك.

## الكنيسة السريانية الكاثوليكية بعد وفاته
تذكر المصادر الكنسية أن السدة البطريركية بقيت شاغرة ثمانين سنة وصارت إدارة شؤون الكنيسة بيد الأساقفة إلى أن تولاها البطريرك إغناطيوس ميخائيل الثالث جروة عام 1783 حيث ازدهرت الكنيسة في عهده.